# Marathon van Wenen 1989
De marathon van Wenen 1989 vond plaats op zondag 16 april 1989 in Wenen. Het was de zesde editie van deze wedstrijd.
Alfredo Shahanga uit Tanzania was bij de mannen het snelst in 2:10.29. Hij verbeterde hiermee het parcoursrecord en had een ruime voorsprong op de Oostenrijker Gerhard Hartmann, de winnaar uit 1985, 1986 en 1987. Bij de vrouwen won de Duitse Christa Vahlensieck in 2:34.47. Ook zij verbeterde hiermee het parcoursrecord.
In totaal finishten er 2686 hardlopers, waarvan 2543 mannen en 143 vrouwen.

## Uitslagen

### Mannen
| rang   | naam               | land | tijd    |
| ------ | ------------------ | ---- | ------- |
| Goud   | Alfredo Shahanga   | TAN  | 2:10.29 |
| Zilver | Gerhard Hartmann   | AUT  | 2:13.01 |
| Brons  | Jerzy Skarzynski   | POL  | 2:13.26 |
| 4      | Gyula Borka        | HUN  | 2:14.49 |
| 5      | Giordano Zanetti   | ITA  | 2:16.51 |
| 6      | Mirko Vindis       | SLO  | 2:17.32 |
| 7      | Agapius Masong     | TAN  | 2:18.20 |
| 8      | Ryszard Malecki    | POL  | 2:18.39 |
| 9      | Wieslaw Palczynski | POL  | 2:18.46 |
| 10     | Janos Papp         | HUN  | 2:18.55 |
| 11     | Pavol Madar        | TCH  | 2:18.56 |
| 12     | Pawel Malkowski    | POL  | 2:19.15 |
| 13     | Ryszard Misiewicz  | POL  | 2:19.50 |

### Vrouwen
| rang   | naam                  | land | tijd    |
| ------ | --------------------- | ---- | ------- |
| Goud   | Christa Vahlensieck   | GER  | 2:34.47 |
| Zilver | Rumyana Panovska      | BUL  | 2:38.56 |
| Brons  | Dorota Dankiewicz     | POL  | 2:42.27 |
| 4      | Judit Nagy            | HUN  | 2:45.19 |
| 5      | Carina Leutner        | AUT  | 2:47.32 |
| 6      | Irina Hulanicka       | URS  | 2:54.01 |
| 7      | Christiane Berethalmy | AUT  | 2:54.38 |

1984 ·
1985 ·
1986 ·
1987 ·
1988 ·
1989 ·
1990 ·
1991 ·
1992 ·
1993 ·
1994 ·
1995 ·
1996 ·
1997 ·
1998 ·
1999 ·
2000 ·
2001 ·
2002 ·
2003 ·
2004 ·
2005 ·
2006 ·
2007 ·
2008 ·
2009 ·
2010 ·
2011 · 
2012 ·
2013 ·
2014 ·
2015 ·
2016 ·
2017 ·
2018 ·
2019 ·
2020 ·
2021 ·
2022 ·
2023 ·
2024